# Rubinola
Rubinola est un cultivar de pommier domestique.

## Règlementations et protections
RUBINOLA est une variété inscrite au registre de l'Union européenne:
- Numéro de variété: 5824
- Date d'inscription: 15/11/1995
- Demandeur: Institute of Experimental Botany AS CR v.v.l.

## Fruit
- Épicarpe : rouge clair sur la plus grande partie de sa surface.
- Chair : jaune, ferme[3], juteuse, avec un arôme agréable.
- Calibre : moyen à gros.
- Forme : aplati, assez sphérique.

## Origine
Obtenu en 1980 à Strizovice en République tchèque .

## Parenté
Le cultivar Rubinola résulte du croisement Prima x Rubin.

## Pollinisation
- Variété diploïde
- Groupe pollinique : C (longue autour de la mi-saison)
- Par : Lena, Rajka, Rosana…
- S-génotype : S2S3

## Susceptibilité aux maladies
- Tavelure : ce cultivar possède une résistance génétique aux races communes de tavelure (gène Vf).
- Mildiou : moyennement résistant.
- Prolifération du pommier : tolérant[5].

## Culture
- Maturité : 10 jours avant la Golden Delicious
- Cultivar vigoureux à utiliser sur porte-greffe de faible vigueur (M9).